# Kanton Fontenay-sous-Bois
Der Kanton Fontenay-sous-Bois ist seit 2015 ein französischer Wahlkreis für die Wahl des Départementrats im Arrondissement Nogent-sur-Marne, im Département Val-de-Marne und in der Region Île-de-France; sein Bureau centralisateur befindet sich in Fontenay-sous-Bois.

## Gemeinden
Der Kanton besteht aus zwei Gemeinden und Gemeindeteilen mit insgesamt 61.650 Einwohnern (Stand: 1. Januar 2022) auf einer Gesamtfläche von 5,86 km²:
| Gemeinde                  | Einwohner 1. Januar 2022 | Fläche km² | Dichte Einw./km² | Code INSEE | Postleitzahl |
| ------------------------- | ------------------------ | ---------- | ---------------- | ---------- | ------------ |
| Fontenay-sous-Bois        | 52.646                   | 5,58       | 9.435            | 94033      | 94120        |
| Vincennes                 | 9.004                    | 0,28       | 32.157           | 94080      | 94300        |
| Kanton Fontenay-sous-Bois | 61.650                   | 5,86       | 10.520           | 9409       | –            |

1. ↑   Nur der östliche Teil der Gemeinde, der Rest gehört zum Kanton Vincennes.